# Leo Robin
Leo Robin (Pittsburgh, 6 de abril de 1900 - Los Angeles, 29 de dezembro de 1984) foi um compositor e letrista estadunidense. Ele ganhou um Oscar pela canção Thanks for the Memories do filme "Folia a Bordo" (1938).
Robin foi letrista de muitas das músicas mais populares dos Estados Unidos, entre elas Louise, gravada por Maurice Chevalier; Love in Bloom, canção tema de Jack Benny; Diamonds Are a Girl's Best Friend de "Os Homens Preferem as Loiras" e Beyond the Blue Horizon.

## Biografia
Por 10 anos, Leo Robin e Ralph Rainger foram os principais compositores da Paramount Pictures, ele fez a trilha sonora de mais de 30 filmes, incluindo Dada em Penhor (1934), Ondas Sonoras de 1936, Ondas Sonoras de 1937 e  Folia a Bordo de 1938, Amor Havaiano (1937), Seis Destinos (1942), Solteiras às Soltas (1942) e Casbah, O Reduto da Perdição (1948).